# 小行星45073
小行星45073（45073 Doyanrose）是一颗绕太阳运转的小行星，为主小行星带小行星。该小行星于1999年12月7日发现。
該小行星以美國天文學家約翰·魯特洛夫（John Ruthroff）的母親道揚·蘿斯·魯特洛夫（Doyan Rose Ruthroff）命名。

## 轨道参数
小行星45073的轨道半长轴为2.3334086 UA，离心率为0.149。